# Arrhenius-egyenlet
Az Arrhenius-egyenlet egy egyszerű, áttekinthető formula a reakciósebességi állandó hőmérséklet függésének kimutatására, és egyben a kémiai reakciósebesség jellemzésére.
Az egyenletet először J. H. van 't Hoff holland kémikus javasolta 1884-ben.
Öt évvel később, 1889-ben, Svante Arrhenius svéd kémikus igazolta az egyenletet és ki is fejtette annak értelmezését. Jelenleg erre az egyenletre többnyire úgy tekintenek, mint egy tapasztalati összefüggés.
Alkalmazási területei: a diffúziós együttható, kristály hibák, tartósfolyás sebessége, és sok más termikusan indukált folyamatok hőmérsékletfüggésének modellezése.
Történetileg az Arrhenius-egyenletnek köszönhető az a felismerés, hogy a szobahőmérsékleten zajló kémiai folyamatok reakciósebessége megduplázódik minden 10 Celsius fok emelkedés során.

## Áttekintés
Az Arrhenius-egyenlet azt fejezi ki, hogy a reakciósebességi állandó (k) hogyan függ a hőmérséklettől (T) és az aktiválási energia (Ea) értékétől.
{\displaystyle k=Ae^{{-E_{a}}/{RT}}}
ahol
A = a preexponenciális tényező vagy csak prefaktor,
R= az egyetemes gázállandó
egy alternatív kifejezése:
{\displaystyle k=Ae^{-E_{a}/k_{B}T}}
A két kifejezés közötti különbség az energiaegység megadása: az első esetben az energia mólnyi anyagmennyiségre vonatkoztatva szerepel, ami általános a kémiában, míg a második kifejezés az energiát közvetlenül használja, ami a fizikában szokásos.
A különböző egységeket az R=egyetemes gázállandó vagy a Boltzmann-állandó {\displaystyle k_{B}} és a T hőmérséklet szorzatával veszik figyelembe.
Az 'A' preexponenciális tényező egysége azonos a reakciósebességi állandóéval, és a reakció rendűségétől függően változik. Ha a reakció elsőrendű, az egysége s−1, és ezért gyakorta hívják a reakció frekvencia tényezőjének.
Még egyszerűbben, k, a reakciót eredményező ütközések másodpercenkénti száma, 'A' az ütközések teljes száma másodpercenként, {\displaystyle e^{{-E_{a}}/{RT}}} pedig annak a valószínűsége, hogy egy ütközés reakciót vált ki.
Amikor az aktiválási energia molekuláris egységben van kifejezve mól helyett, azaz Joule/molekula, akkor a Boltzmann-állandót használják az egyetemes gázállandó helyett. Látható, hogy akár a hőmérsékletet növeljük, akár az aktiválási energia csökken (például katalizátor használata miatt), a reakció sebessége megnő.
Néhány szerző a módosított Arrhenius-egyenletet használja, mely kifejezetten a preexponenciális tényező hőmérséklet függéséről szól.
A módosított egyenlet:
{\displaystyle k=A(T/T_{0})^{n}e^{{-E_{a}}/{RT}}}
ahol
T0 a referencia hőmérséklet
n egy dimenzió nélküli kitevő
Az eredeti Arrhenius-egyenlet az n = 0 nak felel meg.
Az illesztett sebesség-állandó a -1<n<1 tartományba esik.
Az elméleti analízisben többféle n értelmezés is létezik.
Amennyiben járulékos bizonyíték rendelkezésre áll, akár elméletből, akár tapasztalatból, nincs akadálya az Arrhenius törvény újragondolásának.
Egy másik módosított változat is létezik, ez a kiterjesztett exponenciális függvény:
{\displaystyle k=A\exp \left[-\left({\frac {E_{a}}{RT}}\right)^{\beta }\right]}
ahol
β egy dimenzió nélküli szám, az 1 nagyságrendjében.
A β tipikusan egy kiegészítő tényező, hogy a modell megfeleljen az adatoknak, de elméleti jelentése is van, például az, hogy megmutassa az aktiválási energiatartományok jelenlétét, vagy speciális esetben a változó tartománybeli ugrás esetét.
A természetes logaritmus alkalmazása az Arrhenius egyenletre:
{\displaystyle \ln(k)={\frac {-E_{a}}{R}}{\frac {1}{T}}+\ln(A)}
Amikor egy reakció sebességi állandója az Arrhenius-egyenlet szerint viselkedik, akkor az ln(k) a T −1 függvényében egy egyenes vonalat eredményez, melynek a meredeksége és tengelymetszete megadja az Ea és az A értékét.
Ez a művelet annyira általános, hogy a gyakorlati kémiai kinetikában ezt használják az aktiválási energia meghatározására.
Ez az az aktiválási energia, mely (-R)- szerese az ln:(k): - :(1/T ) meredekségnek:
{\displaystyle \ E_{a}\equiv -R\left[{\frac {\partial \ln k}{\partial ~(1/T)}}\right]_{P}}

## Arrhenius-egyenlet kinetikus elméleti értelmezése
Arrhenius azzal érvelt, ahhoz, hogy a reakcióban részt vevő reaktánsok termékké alakuljanak át, ahhoz először egy minimális mennyiségű energiára van szükség, ezt hívják aktiválási energiának (Ea).
T abszolút hőmérsékleten a molekulák azon hányada, melynek kinetikus energiája nagyobb, mint Ea, a statisztikus mechanikai Maxwell–Boltzmann-eloszlás szerint számítható, és {\displaystyle \ e^{\frac {-E_{a}}{RT}}} -tal lesz arányos.
Az aktiválási energia koncepciója megmagyarázza az összefüggés exponenciális természetét, és valamilyen módon minden kinetikai elméletben jelen van.

## Ütközési elmélet
A kémiai reakciók “ütközési elmélet”ének egy példája a Max Trautz és William Lewis 1916-18 között kidolgozott elmélete.
Ebben az elméletben azt tételezik fel, hogy a molekulák között akkor történik kémiai reakció, ha azok legalább Ea relatív tömegközépponti mozgási energiával ütköznek. Ez egy, az Arrhenius-egyenlethez hasonló kifejezéshez vezet.

## Átmenetiállapot-elmélet
Egy másik, az Arrhenius-egyenlethez hasonló kifejezés jelenik meg a kémiai reakciók átmenetiállapot-elméletében, melyet Wigner Jenő, Henry Eyring, Polányi Mihály és Evans állított fel az 1930-as években.
Ez több formában is ismert, de a legáltalánosabb formája:
{\displaystyle \ k={\frac {k_{B}T}{h}}e^{-{\frac {\Delta G^{\ddagger }}{RT}}}}
ahol
ΔG‡ a szabadentalpia,
kB a Boltzmann-állandó,
h, a Planck-állandó
Ez első ránézésre egy exponenciális kifejezés és egy hőmérséklettől lineárisan függő tényező szorzata. Nem szabad elfelejteni azonban, hogy a szabadentalpia maga is a hőmérséklettől függő mennyiség.
Az aktiválási szabadentalpia egy entalpiatag, valamint egy entrópiatag és az abszolút hőmérséklet szorzatának különbsége.
Ha az összes részletet kidolgozzuk, a végén az Arrhenius-egyenlethez hasonló összefüggést kapunk. A hőmérsékletfüggés pontos formulája a reakciótól függ, és a statisztikus mechanika felhasználásával számítható.

## Az Arrhenius-féle aktiválási energia korlátai
Mind az Arrhenius-féle aktiválási energia, mind a reakciósebességi állandó (k) kísérletileg igazolt, és megjelenítenek makroszkópikus reakció-specifikus paramétereket, melyek nem szimplán következnek az energiaküszöbökből és a molekuláris szinten bekövetkező egyedi ütközések sikerességéből.
Tekintsünk egy bizonyos ütközést (elemi reakciót) A és B molekulák között. Az ütközés szöge, a relatív transzlációs energia, a belső (különösen a rezgési) energia együttesen fogják meghatározni annak az esélyét, hogy az ütközés eredményeként keletkezik-e termékként AB molekula.
A makroszkópikusan mért E és k adatok számos - különböző ütközési paraméterekkel bekövetkező - egyedi ütközés eredményei. Ahhoz, hogy molekuláris szinten vizsgáljuk a reakció sebességét, a kísérleteket közel-ütközési feltételek mellett kell végezni. Ezt gyakran molekuláris reakciódinamikának hívják (Levine).

## Fordítás
Ez a szócikk részben vagy egészben  az   Arrhenius equation című angol Wikipédia-szócikk ezen változatának fordításán alapul.  Az eredeti cikk szerkesztőit annak laptörténete sorolja fel. Ez a jelzés csupán a megfogalmazás eredetét és a szerzői jogokat jelzi, nem szolgál a cikkben szereplő információk forrásmegjelöléseként.